# Cinema São Luiz
O Cinema São Luiz é um cinema de rua e cine-teatro brasileiro localizado na cidade do Recife, capital de Pernambuco. Inaugurado em 6 de setembro de 1952, passou por reforma em 2008, mesmo ano em que foi tombado como monumento histórico pelo Governo do Estado. Está situado numa das esquinas do cruzamento entre a Avenida Conde da Boa Vista, Rua da Aurora e Ponte Duarte Coelho, às margens do Rio Capibaribe.
Sendo um cinema de rua, encontra-se no térreo do Edifício Duarte Coelho e ocupa os quatro primeiros pavimentos do prédio, que tem catorze andares ao todo. Tem seu estilo arquitetônico com referencias à Art déco. À época de sua construção comportava 1340 (mil trezentas e quarenta) pessoas. Depois da reforma, por conta de acessibilidade e ergonomia, passou a suportar uma lotação de 800 (oitocentas) pessoas.
O cinema situa-se onde antes funcionava a Capela Anglicana do Recife, ou Holy Trinity Church, construída em 1838 e demolida um século depois para a ampliação da Avenida Conde da Boa Vista e construção do cinema e do Edifício Duarte Coelho.

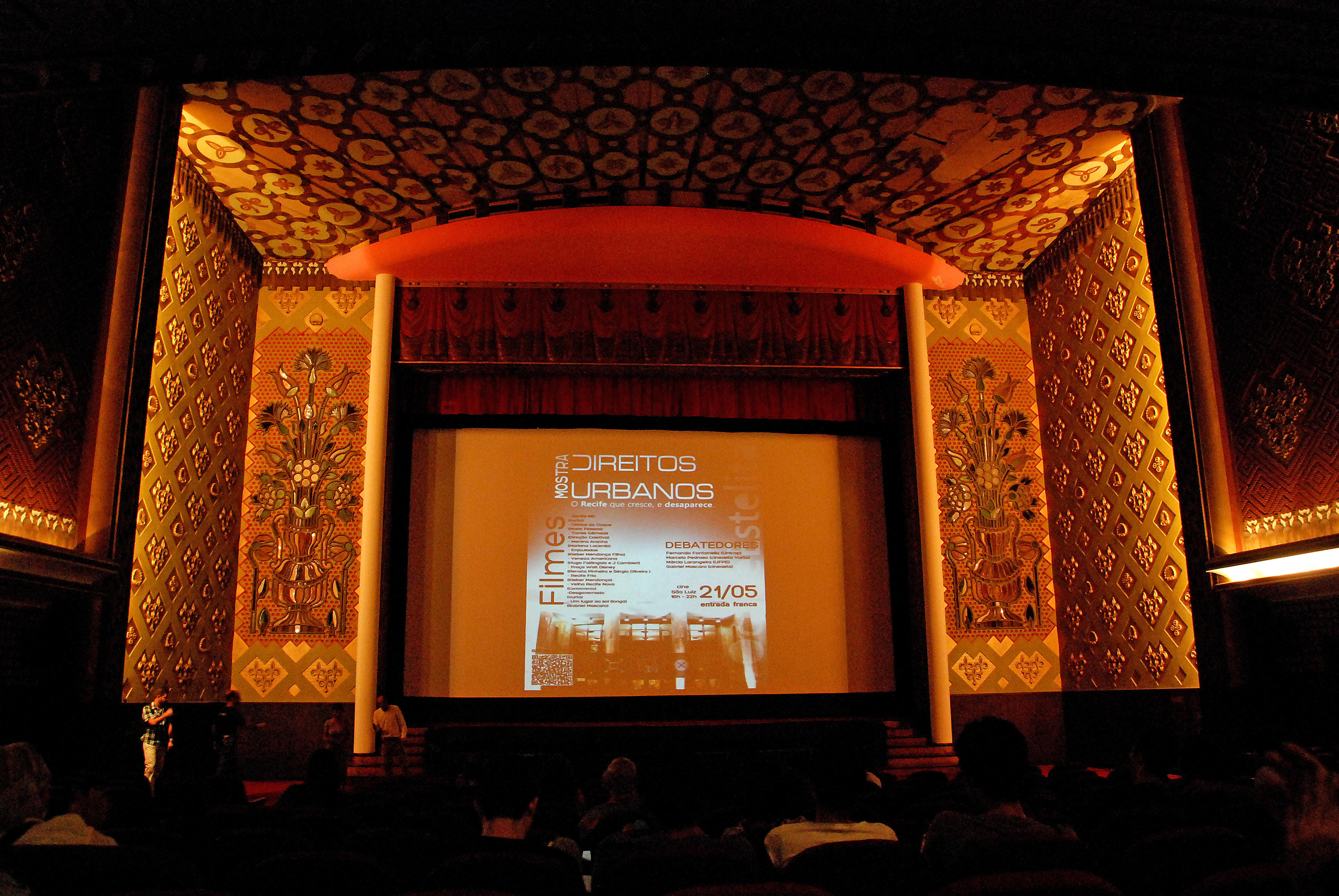
Tela do Cinema São Luiz. Os vitrais de Aurora de Lima, as cortinas e outros ornamentos.

## Características
Na reforma que sofreu em 2008, recebeu o projetor digital Barco 23B 4K, tendo agora capacidade para projetar filmes 3D, e processadores e amplificadores de som para o formato Dolby 7.1. É atualmente um dos maiores cinemas de rua brasileiros.

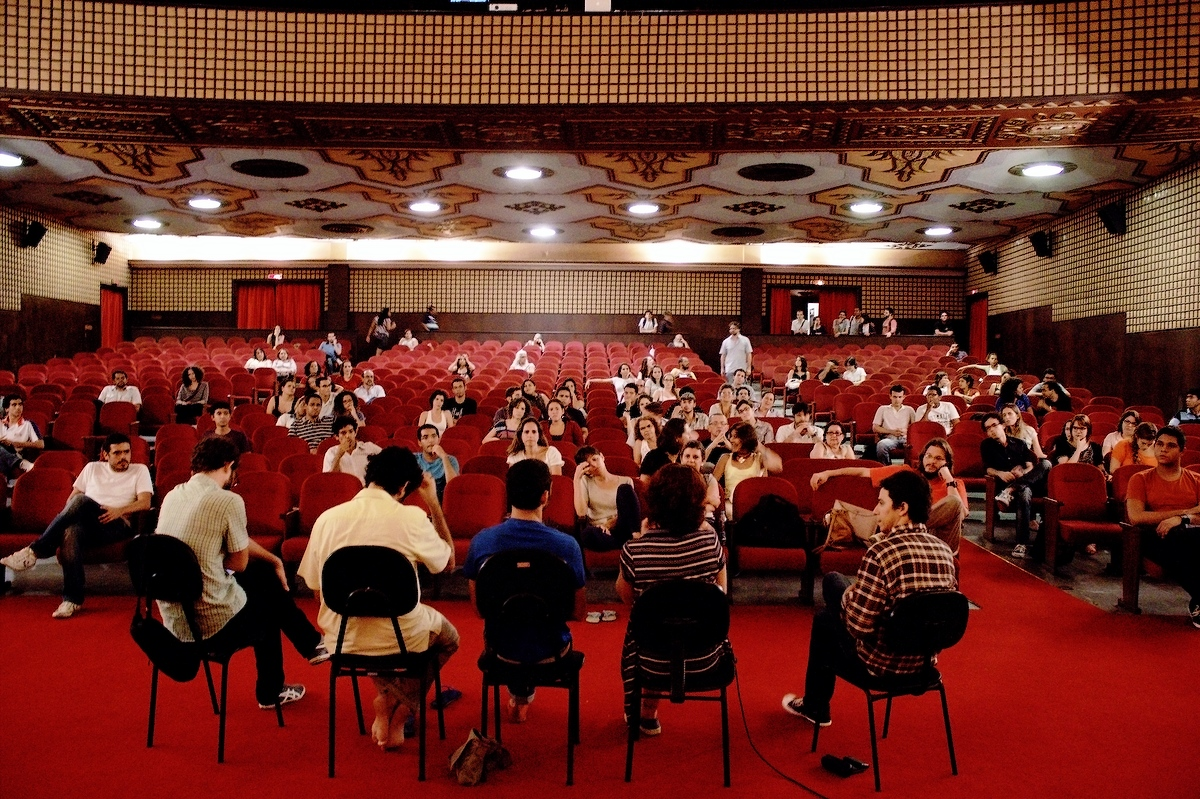
Vista da plateia do cinema

Ao lado da tela dois vitrais de autoria da artista plástica Aurora de Lima aluna de Heinrich Moser, construídos em 1951, representam jarros de flores, fazendo do São Luiz um dos poucos cinemas do mundo a ter vitrais no seu interior. No hall de entrada encontra-se um painel de Lula Cardoso Ayres. Grandes tapeçarias suspensas, que se cruzam no teto, dão um ar de um majestoso teatro. Bordados de flor-de-lis e dezesseis escudos de guerra fazem referência, respectivamente, ao rei Luís IX de França e às cruzadas. O piso é de mármore branco, as paredes têm revestimento em jatobá e as luminárias são em bronze.
Recebe diversos festivais locais, como o Cine PE, a Janela de Cinema Internacional do Recife, Festival de Curtas de Pernambuco, Recifest - Festival de Cinema de Diversidade Sexual e de Gênero, entre outros.